# Ischiopsopha dives
Ischiopsopha dives es una especie de escarabajo del género Ischiopsopha, familia Scarabaeidae. Fue descrita científicamente por Gestro en 1876.
Se distribuye por Papúa Nueva Guinea. Mide aproximadamente 24 milímetros de longitud.